# Luís II, Grão-Duque de Baden
Luís II de Baden (15 de agosto de 1824 - 22 de janeiro de 1858), foi o filho do grão-duque Leopoldo I de Baden.

## Família
Luís era o terceiro filho do grão-duque Leopoldo I de Baden e da sua esposa, a princesa Sofia da Suécia. Entre os seus irmãos encontravam-se a princesa Alexandrina de Baden, cunhada do príncipe-consorte Alberto do Reino Unido, e a princesa Cecília de Baden, esposa do grão-duque Miguel Nikolaevich da Rússia. Os seus avós paternos eram o grão-duque Carlos Frederico de Baden e a baronesa Luísa Carolina de Hochberg. Os seus avós maternos eram o rei Gustavo IV Adolfo da Suécia e a princesa Frederica de Baden.

## Biografia
Luís sucedeu o seu pai como grão-duque de Baden a 24 de abril de 1852, contudo, o seu irmão Frederico foi seu regente, já que Luís sofria de uma doença mental que o impedia de governar. Em 1856, dois anos antes da sua morte, Luís foi deposto e o seu irmão passou a ser grão-duque. Era um cidadão honorário de Karlsruhe.